# Christian Schreier
Christian Schreier (Castrop-Rauxel, 4 febbraio 1959) è un allenatore di calcio, dirigente sportivo ed ex calciatore tedesco, di ruolo centrocampista, tecnico del Sodingen.

## Carriera

### Giocatore

#### Club
Ha militato a lungo nel Bayer Leverkusen, con cui si è aggiudicato la Coppa UEFA 1987-1988.

#### Nazionale
Ottenne la sua unica presenza con la nazionale maggiore nel 1984, in occasione di un'amichevole contro l'Argentina.
Con la Nazionale olimpica partecipò ai Giochi olimpici di Seul 1988, dove conquistò la medaglia di bronzo, realizzando una rete nella finale per il 3º posto contro l'Italia.

### Allenatore
Allena numerose squadre, tra cui l'Union Berlino.

## Palmarès

### Giocatore

#### Club
- Coppa UEFA: 1

Bayer Leverkusen: 1987-1988

#### Nazionale
- Bronzo olimpico: 1

Seul 1988